# Kashima
Pour les articles homonymes, voir Kashima (homonymie).
Kashima (鹿嶋市, Kashima-shi) est une ville située dans la préfecture d'Ibaraki, sur l'île de Honshū, au Japon.

## Géographie

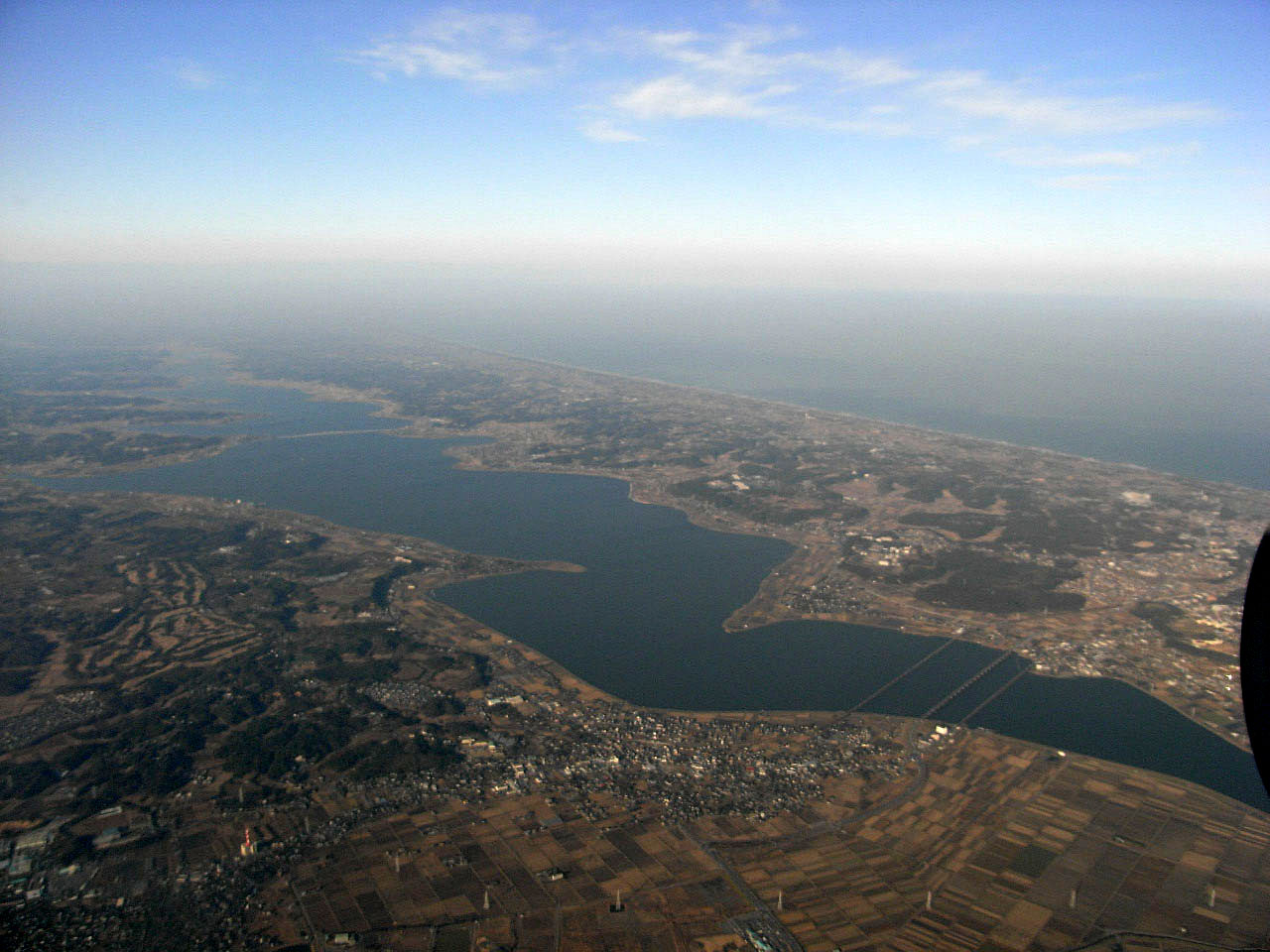
Vue aérienne de Kashima.

### Situation
Kashima est située dans la préfecture d'Ibaraki, au Japon. Elle s'étend le long de l'océan Pacifique (côte est de l'île de Honshū) et est souvent considérée comme faisant partie de l'aire du Grand Tōkyō.

### Démographie
En mars 2020, la population de Kashima s'élevait à 67 255 habitants, répartis sur une superficie de 106,02 km2.

## Histoire
La localité a été fondée le 1er avril 1889 en tant que bourg. Elle obtient le statut de ville le 1er septembre 1995.

## Culture locale et patrimoine
- Kashima-jingū
- Kashima Shinden Jikishinkage-ryū

## Sports
Le club des Kashima Antlers joue dans le championnat du Japon de football. Il réside au stade de Kashima, où trois matches de la Coupe du monde de football de 2002 se sont déroulés.

## Transports
Kashima est desservie par les lignes ferroviaires Kashima (JR East) et Ōarai Kashima (Kashima Rinkai Tetsudo). La gare de Kashima-Jingū est la principale gare de la ville.
La ville possède un port.

## Climat
| Mois                                             | jan.      | fév.      | mars      | avril     | mai       | juin      | jui.      | août      | sep.      | oct.      | nov.      | déc.      | année     |
| ------------------------------------------------ | --------- | --------- | --------- | --------- | --------- | --------- | --------- | --------- | --------- | --------- | --------- | --------- | --------- |
| Température minimale moyenne (°C)                | 0,3       | 1         | 4,2       | 9         | 13,6      | 17,3      | 21        | 22,7      | 19,9      | 14,7      | 8,5       | 2,9       | 11,3      |
| Température moyenne (°C)                         | 4,7       | 5,4       | 8,5       | 13,1      | 17,3      | 20,3      | 24,1      | 25,6      | 22,7      | 17,9      | 12,5      | 7,2       | 15        |
| Température maximale moyenne (°C)                | 9,4       | 9,9       | 12,8      | 17,5      | 21,7      | 24,2      | 28,3      | 29,9      | 26,3      | 21,3      | 16,6      | 11,8      | 19,1      |
| Record de froid (°C) date du record              | −5,8 1981 | −6 1984   | −3,7 1984 | −0,7 2001 | 5,1 1991  | 9,8 2011  | 13,8 1982 | 15,8 1980 | 10,5 1992 | 4,7 1988  | 0,7 1987  | −3,8 2005 | −6 1984   |
| Record de chaleur (°C) date du record            | 19,3 1996 | 23,6 2009 | 24,3 1998 | 29,4 2005 | 32,6 2019 | 33,6 1990 | 36,5 2004 | 36,1 2013 | 36,4 2000 | 32,8 2018 | 25,6 2009 | 23,8 2004 | 36,5 2004 |
| Ensoleillement (h)                               | 189,5     | 173,3     | 176,6     | 187,4     | 184,2     | 140,1     | 165,9     | 204,3     | 149,5     | 136,8     | 145,2     | 168,1     | 2 020,8   |
| Précipitations (mm)                              | 88,2      | 72,1      | 129,8     | 123,3     | 132,7     | 145,4     | 134,8     | 102,3     | 210,9     | 273,7     | 105,8     | 66,6      | 1 581,9   |
| Nombre de jours avec précipitations              | 6,7       | 7,3       | 11,2      | 10,7      | 10,7      | 11,6      | 10,1      | 7,3       | 11,4      | 11,8      | 8,5       | 6,7       | 114,2     |
| dont nombre de jours avec précipitations ≥ 10 mm | 2,8       | 2,3       | 4,8       | 4,5       | 4,4       | 4,7       | 4         | 2,8       | 5,4       | 6,1       | 3,3       | 2,4       | 47,3      |

| Diagramme climatique                                  |          |              |            |               |               |             |               |               |               |              |             |
| J                                                     | F        | M            | A          | M             | J             | J           | A             | S             | O             | N            | D           |
| 9,40,388,2                                            | 9,9172,1 | 12,84,2129,8 | 17,59123,3 | 21,713,6132,7 | 24,217,3145,4 | 28,321134,8 | 29,922,7102,3 | 26,319,9210,9 | 21,314,7273,7 | 16,68,5105,8 | 11,82,966,6 |
| Moyennes : • Temp. maxi et mini °C • Précipitation mm |          |              |            |               |               |             |               |               |               |              |             |

## Jumelages
- Seogwipo (Corée du Sud)
- Yancheng (Chine)